# Spinipochira excavata
Spinipochira excavata är en skalbaggsart som beskrevs av Stefan von Breuning 1963. Spinipochira excavata ingår i släktet Spinipochira och familjen långhorningar. Inga underarter finns listade i Catalogue of Life.